# 奧洛納河

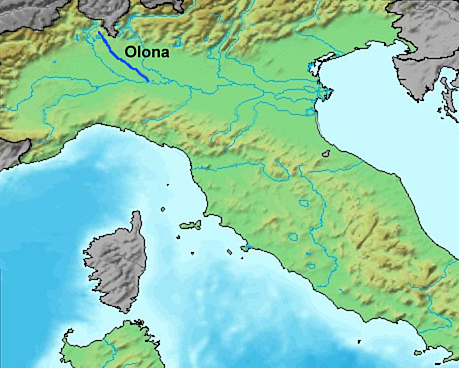

奧洛納河是意大利的河流，屬於蘭布羅河的支流，河道全長71公里，流域面積1,038平方公里，平均流量每秒14立方米，流經瓦雷澤省、米蘭省和帕維亞省，河畔城鎮有米蘭。
45°51′20″N 8°49′23″E / 45.85556°N 8.82306°E